# Atrytone
Atrytone là một chi bướm ngày thuộc họ Bướm nâu.

## Các loài
- Atrytone arogos (Boisduval & Le Conte, [1834])